# Christoph Pfingsten
Christoph Pfingsten (Potsdam, 20 de noviembre de 1987) es un ciclista alemán que compaginó el ciclocrós y la ruta.

## Biografía
En 2003 se convirtió en campeón de Alemania de cyclo-cross en categoría cadetes. Al año siguiente obtuvo la medalla de bronce en los Campeonatos de Europa juniors y en los campeonatos del mundo también en categoría junior. Ese mismo año fue segundo en los campeonatos nacionales juniors. 
En 2008, ya en sub-23, fue segundo en el campeonato del mundo sub-23. En 2007, en la disciplina en ruta, consiguió la tercera etapa del Gran Premio Ciclista de Gemenc. Además terminó tercero del Ringerike Grand Prix donde ganó una etapa. 
En ruta debutó como profesional con el equipo Van Vliet EBH Elshof en el año 2009.
De cara al año 2020 se unió al Team Jumbo-Visma. Tras competir con ellos los dos últimos años, el 31 de diciembre de 2021 anunció su retirada.

## Palmarés

### Ciclocrós
| 2010 - 2.º en el Campeonato de Alemania 2011 - 2.º en el Campeonato de Alemania 2012 - Campeonato de Alemania 2013 - 3.º en el Campeonato de Alemania 2007 (como amateur) - 1 etapa del Gran Premio Ciclista de Gemenc 2010 - 1 etapa del Ringerike Grand Prix 2014 - 1 etapa de la Flèche du Sud |

## Resultados en Grandes Vueltas
| Carrera | Carrera         | 2009 | 2010 | 2011 | 2012 | 2013 | 2014 | 2015 | 2016 | 2017  | 2018 | 2019 | 2020 | 2021 |
| ------- | --------------- | ---- | ---- | ---- | ---- | ---- | ---- | ---- | ---- | ----- | ---- | ---- | ---- | ---- |
|         | Giro de Italia  | —    | —    | —    | —    | —    | —    | —    | —    | —     | 58.º | —    | Ab.  | —    |
|         | Tour de Francia | —    | —    | —    | —    | —    | —    | —    | —    | —     | —    | —    | —    | —    |
|         | Vuelta a España | —    | —    | —    | —    | —    | —    | —    | 75.º | 142.º | —    | —    | —    | —    |

—: no participa

Ab.: abandono